# Carex de Hitchcock
Carex hitchcockiana
Espèce
Classification phylogénétique
La Carex de Hitchcock (Carex hitchcockiana) est une espèce de plantes nord-américaines de la famille des Cyperaceae.